# Dasychira celaenica
Dasychira celaenica är en fjärilsart som beskrevs av Collenette 1955. Dasychira celaenica ingår i släktet Dasychira och familjen tofsspinnare. Inga underarter finns listade i Catalogue of Life.